# Брэтиану, Йон
Ио́н Константи́н Брэтиа́ну (рум. Ion Constantin Brătianu; 2 июня 1821 — 16 мая 1891) — румынский политический и государственный деятель, одна из главных политических фигур XIX века в Румынии. Младший брат Дмитру, и отец Ионела, Дину и Винтилэ Брэтиану. Он также дед поэта Иона Пилата.

## Биография
Ион Константин Брэтиану родился 2 июня 1821 года в богатой семье землевладельцев из Арджеша в городе Питешти.
С 1838 года служил в Валашской армии, в 1841 году начал учиться в Париже, где и завязал впервые сношения с республиканской партией. Вместе с ним примкнули к передовому движению Розетти и братья Голеско.

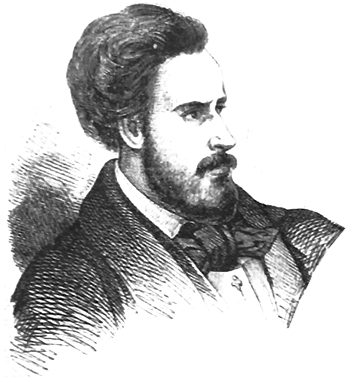
Брэтиану в 1848, часть группового портрета

Вернувшись на родину, Брэтиану, вместе со своим другом Константином Розетти и другими молодыми людьми (в том числе и своим старшим братом Дмитру), принял участие в Валашской революции 1848 года; последняя была подавлена вступлением русских и турецких войск. Все лица, скомпрометированные революциею, были затем сосланы, и Брэтиану уехал в Париж. Только в 1857 году, после заключения Парижского мира 1856 года, он смог вернуться вместе с прочими изгнанниками в Валахию.
При двойном избрании Кузы (который был избран князем в Молдове, в январе 1859 года, и одновременно в Валахии) Ион Брэтиану действовал в пользу соединения обоих княжеств. Однако, во время правления этого князя он не успел занять какое-либо выдающееся положение. После восшествия на престол князя Карла Гогенцоллернского, в 1866 году Брэтиану приобрел зато тем большее влияние (см. Чудовищная коалиция).

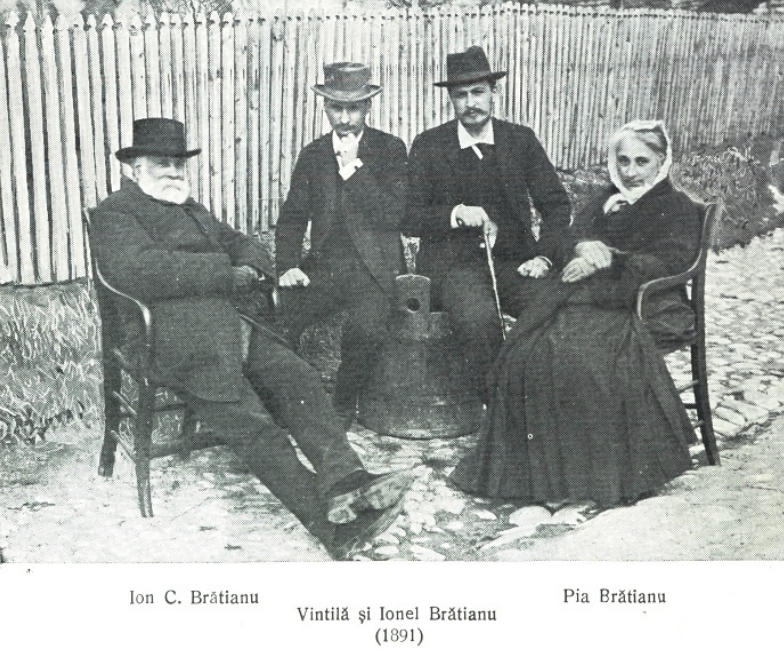
Ион и Пиа Брэтиану с сыновьями Ионелом и Винтилэ

В марте 1867 года Брэтиану стал со своими приверженцами у кормила правления, которое мог, однако, удержать лишь до ноября 1868 года. Он поставил себе задачею расширение Румынского государства, а потому организовал дако-румынское движение. Брэтиану воспользовался стараниями князя Карла, направленными на развитие путей сообщения страны и в особенности на проведение железных дорог, для того, чтобы завязать сношения с Пруссией. Таким образом состоялся железнодорожный договор с Струсбергом при условиях, крайне тяжёлых для государства. В результате политика Брэтиану внесла смуту в страну, так что он, не чувствуя себя на высоте положения, вынужден был просить в ноябре 1868 года об отставке.
С этих пор партия Брэтиану стала стремиться к низложению князя, особенности, после провозглашения республики во Франции в сентябре 1870 года; с этой целью активно эксплуатировались французские симпатии народа. Бухарестское движение 22 марта 1871 года было лишь прелюдией задуманного обширного восстания, но план этот потерпел фиаско, благодаря энергии консервативного кабинета Ласкара Катарджи (1871—76).

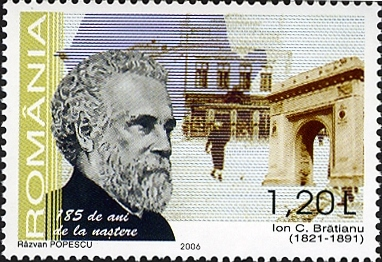
Марка Румынии, посвящённая 185-летию со дня рождения Иона Брэтиану

В 1876 году Ион Брэтиану опять встал во главе министерства и сохранял власть до апреля 1881 года.
При осаде Плевны он послал румынскую армию на помощь русским и провозгласил затем независимость Румынии, а 14/26 марта 1881 года возвышение Румынского княжества на степень королевства.
В апреле 1881 года его сменил на короткое время его брат Дмитру Брэтиану, бывший до этого посланником в Константинополе.
В июне того же года Йон Брэтиану снова стал во главе правительства и продержался в этой должности до 1888 года.
Жена — Пиа Брэтиану, в семье родилось восемь детей.